# Regionalwahl in Kampanien 1995
Die Regionalwahl in Kampanien 1995 fand am 23. April statt; der Regionalrat und der Präsident der Region Kampanien wurden gleichzeitig gewählt.

## Wahlergebnis
| Kandidaten                           | Kandidaten               | Stimmen   | %    | Listen                             | Stimmen   | %    | Mandate |
| ------------------------------------ | ------------------------ | --------- | ---- | ---------------------------------- | --------- | ---- | ------- |
|                                      | Antonio Rastrelligewählt | 1.408.463 | 47,9 | Forza Italia - Il Polo Popolare    | 503.042   | 18,9 | 10      |
| Alleanza Nazionale                   | Antonio Rastrelligewählt | 1.408.463 | 47,9 | 487.291                            | 18,3      | 9    |         |
| Centro Cristiano Democratico         | Antonio Rastrelligewählt | 1.408.463 | 47,9 | 259.380                            | 9,7       | 5    |         |
| Mandate der Listengruppe             | Antonio Rastrelligewählt | 1.408.463 | 47,9 | –                                  | –         | 12   |         |
| ↳ Gesamt                             | Antonio Rastrelligewählt | 1.408.463 | 47,9 | 1.249.713                          | 46,9      | 36   |         |
|                                      | Giovanni Vacca           | 1.156.539 | 39,3 | Partito Democratico della Sinistra | 521.135   | 19,5 | 10      |
| Partito della Rifondazione Comunista | Giovanni Vacca           | 1.156.539 | 39,3 | 246.170                            | 9,2       | 4    |         |
| Patto dei Democratici                | Giovanni Vacca           | 1.156.539 | 39,3 | 147.948                            | 5,5       | 3    |         |
| Federazione dei Verdi                | Giovanni Vacca           | 1.156.539 | 39,3 | 78.277                             | 2,9       | 1    |         |
| Progetto Democratico                 | Giovanni Vacca           | 1.156.539 | 39,3 | 68.516                             | 2,6       | 1    |         |
| Partito Repubblicano Italiano        | Giovanni Vacca           | 1.156.539 | 39,3 | 30.524                             | 1,1       | 1    |         |
| ↳ Gesamt                             | Giovanni Vacca           | 1.156.539 | 39,3 | 1.092.570                          | 41,0      | 20   |         |
|                                      | Giovanni Grasso          | 237.162   | 8,1  | Popolari                           | 220.557   | 8,3  | 4       |
|                                      | Pino Rauti               | 48.718    | 1,7  | Movimento Sociale Fiamma Tricolore | 33.633    | 1,3  | –       |
|                                      | Domenico Pinto           | 47.195    | 1,6  | Lista Pannella - Riformatori       | 27.460    | 1,0  | –       |
| Unione di Centro                     | Domenico Pinto           | 47.195    | 1,6  | –                                  | –         | –    |         |
| ↳ Gesamt                             | Domenico Pinto           | 47.195    | 1,6  | 27.460                             | 1,0       | –    |         |
|                                      | Antonio D’Acunto         | 32.053    | 1,1  | Verdi Arcobaleno                   | 22.723    | 0,9  | –       |
|                                      | Gennaro Nardi            | 13.009    | 0,4  | Lega Italia Federale               | 8.849     | 0,3  | –       |
| Gesamt                               | Gesamt                   | 2.943.139 | 100  |                                    | 2.666.106 | 100  | 60      |